# Carsten Jancker
Carsten Jancker (* 28. srpna 1974 Grevesmühlen) je bývalý německý fotbalista. Nastupoval především jako útočník. V letech 1998–2002 hrál za německou reprezentaci, ve 33 zápasech vstřelil 10 branek, z toho jednu i na mistrovství světa 2002, do sítě Saúdské Arábie. S národním týmem získal na tomto mistrovství stříbro, krom toho se zúčastnil i mistrovství Evropy 2000. S Bayernem Mnichov vyhrál Ligu mistrů 2000/01, jednou se s ním probojoval do finále této soutěže (1998/99) a roku 2001 získal Interkontinentální pohár. S Rapidem Vídeň si zahrál finále Poháru vítězů pohárů 1995/96. S těmito dvěma kluby sbíral i mistrovské tituly, s Bayernem je čtyřnásobným mistrem Německa (1996–97, 1998–99, 1999–2000, 2000–01), s Rapidem se stal jednou mistrem Rakouska (1995–96). Ve dvou sezónách byl nejlepším střelcem německého poháru (1998, 2005). Hrál za 1. FC Köln (1993–1996; při tom hostování v Rapidu Vídeň), Bayern (1996–2002), Udine (2002–2004), 1. FC Kaiserslautern (2004–2006), Šanghaj Greenland Šen-chua (2006) a SV Mattersburg (2006–2009). Po skončení hráčské kariéry se stal trenérem, vedl nejprve mládežnické týmy, poté byl asistentem v Rapidu Vídeň (2013–2016), v letech 2017–2018 vedl rakouský druholigový klub SV Horn.